# Nicolae Mișu (tenis)
Nicolae Mișu (también "Nicholas Mishu"; 18 de enero de 1893 – 1 de enero de 1973) fue un jugador de tenis y diplomático rumano. Compitió en los Juegos Olímpicos de Verano de 1924 y también fue miembro del equipo rumano de la Copa Davis. Su padre fue Ministro de Relaciones Exteriores de Rumania.

## Carrera en el tenis

### Victorias
| N.º | Fecha | Torneo                                                                | Oponente en la final | Resultado                 |
| --- | ----- | --------------------------------------------------------------------- | -------------------- | ------------------------- |
| 1.  | 1919  | Masters de Montecarlo, Roquebrune-Cap-Martin, Francia                 | Max Decugis          | 6–2, 6–0                  |
| 2.  | 1919  | Campeonatos de la Riviera, Menton, Francia                            | Max Decugis          | 6–3, 6–2, 10–12, 2–6, 7–5 |
| 3.  | 1919  | Campeonatos de Pista Dura de Londres, Londres, Inglaterra.            | Stanley Doust        | 6–1, 6–3                  |
| 4.  | 1919  | Campeonatos de Cannes, Cannes, Francia.                               | Max Decugis          | 6–8, 6–4, 4–6, 6–3, 6–0   |
| 5.  | 1920  | Campeonatos de la Riviera, Menton, Francia                            | Gordon Lowe          | 4–3 r.                    |
| 6.  | 1919  | Hendon Hard Courts (Otoño), Hendon, Inglaterra.                       | Frank Fisher         | 4–6, 6–1, 6–4, 6–3        |
| 7.  | 1922  | Campeonatos de Pista Dura del Norte de Londres, Highbury, Inglaterra. | Athar-Ali Fyzee      | 6–3, 6–4, 0–6, 6–2        |
| 8.  | 1924  | Campeonatos de Pista Cubierta de Surrey, Dulwich, Inglaterra.         | Patrick Spence       | 6–0, 5–7, 6–0, 6–4        |